# Золкін Андрій Матвійович
Зо́лкін Андрі́й Матві́йович (нар. 26 листопада 1907 — 29 жовтня 1991) — радянський сапер часів Другої світової війни, сапер-підривник 54-го гвардійського окремого саперного батальйону 1-го гвардійського механізованого корпусу, гвардії рядовий. Герой Радянського Союзу (1945).

## Біографія
Народився 26 листопада 1907 року в селі Чугинка, нині Станично-Луганський район Луганської області в селянській родині. Росіянин. Закінчив 4 класи початкової школи. Працював у колгоспі.
До лав РСЧА призваний 20 грудня 1941 року Станично-Луганським РВК Ворошиловградської області. Учасник німецько-радянської війни з 1941 року. Воював на Південно-Західному, 2-у і 3-у Українських фронтах.
Особливо сапер-підривник 54-го гвардійського окремого саперного батальйону 1-го гвардійського механізованого корпусу 4-ї гвардійської армії 3-го Українського фронту гвардії рядовий Золкін А. М. відзначився під час штурму Відня. Діючи в складі групи саперів, отримав завдання захопити і знешкодити підготовлений до вибуху єдиний міст через Дунай. Під щільним рушнично-кулеметним і артилерійсько-мінометним вогнем супротивника одним із перших дістався мосту й, ризикуючи життям, знешкодив 56 зарядів.
По закінченні війни демобілізувався і повернувся до рідного села. Працював у місцевому колгоспі бригадиром тваринників, рахівником комплексної бригади, теслею.
Помер 29 жовтня 1991 року.

## Нагороди
Указом Президії Верховної Ради СРСР від 29 червня 1945 року за зразкове виконання бойових завдань командування на фронті боротьби з німецькими загарбниками і проявлені при цьому мужність і героїзм гвардії рядовому Золкіну Андрію Матвійовичу присвоєне звання Героя Радянського Союзу з врученням ордена Леніна і медалі «Золота Зірка» (№ 8889).
Також нагороджений орденом Вітчизняної війни 1-го ступеня (11.03.1985), двома медалями «За відвагу» (31.10.1943, 10.05.1945) й іншими медалями.